# Ранко Кадић
Ранко Кадић (Подгорица, 5. март 1958 — Нови Сад, 9. март 2014) био је српски политичар у Црној Гори и предсједник Демократске српске странке од 2005. до 2012. године. У неколико наврата биран је за посланика у Скупштини Црне Горе, а такође је био и посланик у Скупштини СРЈ, као и у Скупштини Државне заједнице Србије и Црне Горе. Залагао се за очување државног заједништва Црне Горе и Србије у оквиру Савезне Републике Југославије (1992-2003), а потом у оквиру Државне заједнице Србије и Црне Горе (2003-2006). Као предсједник ДСС, одиграо је значајну улогу у политичким збивањима у вријеме одржавања референдума о државном статусу Црне Горе (2006) и доношења новог Устава Црне Горе (2007).

## Биографија
Основну школу и гимназију завршио је у родној Подгорици. Потом је уписао студије на Медицинском факултету у Новом Саду (1976), где је дипломирао (1982), а потом је на истом факултету стекао специјализацију из области нуклеарне медицине (1990). Објавио је више стручних и научних радова. Као први специјалиста из области нуклеарне медицине у Црној Гори и признати стручњак, стекао је знатан друштвени углед.
Политичку каријеру је започео као члан Народне странке (1990) у којој је обављао разне функције. У вријеме унутрашњег раскола у Народној странци (1997), разишао се са тадашњим страначким предсједником Новаком Килибардом, који је заговарао сарадњу са црногорским владајућим странкама. Противећи се таквој политици, придружио се Божидару Бојовићу, дотадашњем потпредсједнику НС, са којим је исте године учествовао у оснивању Српске народне странке. У раздобљу од 1997. до 2003. године, био је један од најистакнутијих функционера СНС. У вријеме унутрашњег раскола у СНС, који је избио 2003. године, подржао је дотадашњег предсједника Божидара Бојовића, са којим је исте године напустио СНС и основао Демократску српску странку. Био је потпредсједник ДСС од њеног оснивања, а средином 2005. године, након повлачења Божидара Бојовића са челне функције у странци, постао је предсједник ДСС. На тој функцији је остао до 2012. године, када се повукао из здравствених разлога. Након дуже болести умро је 2014. године током љечења у Новом Саду. Био је ожењен, а његова супруга Јасмина је по струци такође била љекарка. Имали су тројицу синова: Уроша, Луку и Вука.

### Оснивање ДСС (2003)
Током 2003. године, унутар дотада јединствене Српске народне странке дошло је до унутрашњих расправа и спорова између двије супротстављене струје, од којих је прву предводио тадашњи предсједник Божидар Бојовић, а другу потпрједседник Андрија Мандић. Подјеле су довеле до отвореног сукоба и раскола у странци. Већи дио руководства је подржао Андрију Мандића, који је постао нови предсједник СНС, док су Божидар Бојовић и Ранко Кадић са мањим дијелом страначког руководства напустили СНС и основали нову странку под називом Демократска српска странка (ДСС). Подјела се одразила и на дотадашњи посланички клуб СНС, који је бројао шест посланика: четворица су остала у СНС, док су двојица (Бојовић и Кадић) наставили посланичку дјелатност као представници новостворене ДСС.

### Однос према референдуму (2006)
Као потпредсједник ДСС (од 2003. године), а потом и као страначки предсједник (од 2005. године), Ранко Кадић се досљедно залагао за очување државног заједништва Црне Горе и Србије. Након најаве референдума о државном статусу Црне Горе, Ранко Кадић је у више наврата предлагао обједињавање српских странака, а потом се залагао за стварање шире коалиције састављене од свих унионистички оријентисаних странака. Крајем 2005. и почетком 2006. године, у вријеме интензивирања јавне расправе о доношењу посебног референдумског закона, Ранко Кадић је као челни човек ДСС заступао став да одлука о независности Црне Горе може бити донијета само ако се у прилог независности изјасни апсолутна већина од укупног броја грађана са правом гласа, а исти став су заступали и челници осталих унионистичких странака. Насупрот томе, црногорске режимске странке су промовисале став да је за доношење одлуке о независности довољно да се за ту опцију изјасни проста већина од оног броја грађана који ће изаћи на гласање.
У исто вријеме, као посрједник у овој расправи појавила се Европска унија, чији су представници предложили компромисно рјешење, по коме ће се одлука о државној независности сматрати важећом уколико се у прилог независности изјасни више од 55% у односу на укупан број важећих гласова (укупан број гласалих, умањен за број неважећих гласова). Тај приједлог је резултирао покретањем нових расправа, како међу опозиционим, тако и међу владајућим странкама. Пошто су процијенили да се праг од 55% ипак може достићи, челници владајуће Демократска партија социјалиста Црне Горе су одлучили да подрже поменути приједлог. Пошто ДПС није могла самостално да изгласа референдумски закон, кључна улога у избору коначног рјешења припала је опозиционим странкама, међу којима је била и ДСС. Средином фебруара 2006. године, руководство ДСС се на челу са Ранком Кадићем још увијек залагало за принцип апсолуте већине у односу на укупан број бирача. Међутим, под отвореним притиском ЕУ, руководство ДСС је крајем фебруара попустило, изјаснивши се за прихватање приједлога ЕУ, пошто су то исто учинила и руководства осталих унионистичких странака.
На засједању које је одржано 1. марта 2006. године, Скупштина Црне Горе је изгласала "Закон о референдуму о државно-правном статусу Републике Црне Горе". Од тадашњег укупног броја посланика (75), за усвајање закона гласало је њих 60, укључујући и посланике ДСС. Референдум је одржан је 21. маја. Од укупно 484,718 грађана са правом гласа, на референдум је изашло 419,236 (86.49%), а у прилог независности се изјаснило 230,711 грађана, што је представљало 47,5% у односу на укупно бирачко тијело, односно 55,5% у односу на број гласалих. Током спровођења референдумског процеса, дошло је до бројних неправилности, услед којих је легитимитет званично саопштених резултата био доведен у питање.
Званични резултати референдума дјеловали су поразно на ДСС и остале унионистичке странке, пошто се показало да је изгласавање независности, упркос непостојању апсолуте већине, на крају било омогућено управо пристајањем лидера унионистичких странака на озакоњење изнуђених ријешења, која су била промовисана од стране Европске уније. Напуштањем основног демократског начела, по коме се кључне референдумске одлуке од државног и историјског значаја доносе већином гласова у односу на укупан број бирача, СНП је заједно са другим опозиционим странкама омогућила владајућој ДПС и другим сепаратистичким странкама да програм државне независности остваре без подршке апсолутне већине бирачког тијела Црне Горе. Иако је сносио дио политичке одговорности за напуштање изворних ставова у оквиру унионистичког блока, Ранко Кадић се након референдума није повукао са челне функције у странци, а за предсједника ДСС је поново изабран и 2007. године.

### Дјелатност након 2006. године
Уочи скупштинских избора који су у Црној Гори одржани 2006. године, Ранко Кадић се испред ДСС залагао за стварање најшире коалиције унионистичких странака, али до тога није дошло, тако да је ДСС на крају склопила ужу коалицију са Социјалистичком народном партијом Црне Горе и Народном странком. Коалиција је освојила 47.683 гласова (14,07%) и укупно 11 мандата, што је било знатно мање од очекиваног.
Током расправе о доношењу новог Устава Црне Горе (2007), Ранко Кадић се испред ДСС одлучно залагао за одбрану права српског народа и очување уставног положаја српског језика у Црној Гори. Иако је опозиција у прво вријеме дјеловала сложно, кључни интереси српског народа на крају нису били одбрањени пошто је Покрет за промјене ушао у преговоре са властима и подржао нови Устав Црне Горе, који српском народу у Црној Гори није признавао конститутивност и у којем је српски језик био замјењен црногорским.
Када је 2008. године Црна Гора признала једнострано проглашену независност Косова, Кадић је као челник ДСС био један од главних организатора масовних протеста против поменутог чина. У јесен 2008. године, када је дошло до конституисања Српског националног савјета Црне Горе, тај чин је од стране Кадића и ДСС био критикован као неприхватљив, пошто је подразумевао прихватање мањинског статуса.
Почетком 2009. године, Ранко Кадић се у име ДСС поново заложио за стварање јединствене опозиционе коалиције, која би заједнички наступила на предстојећим скупштинским изборима, али тај приједлог није био прихваћен од свих опозиционих странака. Кадић се потом залагао за стварање коалиције српских националних странака, али ни та замисао није успјела, усљед чега су српске странке на изборе изашле појединачно или у ужим коалицијама. На скупштинским изборима који су у Црној Гори одржани у прољеће 2009. године, ДСС је наступила у савезу са Народном странком, са којом је формирала Народњачку коалицију, која је освојила 9.448 гласова (2,86%), што је било незнатно испод изборног цензуса, тако да је странка остала без мандата.
Током љета 2012. године, Ранко Кадић се поново заложио за стварање шире коалиције српских странака ради заједничког наступа на предстојећим скупштинским изборима, али коначан договор о стварању такве коалиције ипак није постигнут. Стога су српске странке на изборе поново изашле у више колона. На скупштинским изборима који су у Црној Гори одржани у јесен 2012. године, ДСС је учествовала у склопу коалиције под називом Српски национални савез. Према званичним резултатима избора, коалиција је освојила 3.085 гласова (0,85%), што није било довољно за улазак у парламент. Усљед изборног неуспјеха, а такође и због здравствених разлога, Ранко Кадић је непосредно након избора поднио оставку на функцију предсједника ДСС, повукавши се из активног бављења политиком.
Усљед веома израженог личног анимозитета, који је након раскола из 2003. године постојао између руководстава ДСС и СНС (касније НСД), странке Ранка Кадића и Андрије Мандића упркос готово потпуне програмске сродности никада нису заједнички наступиле ни на једним скупштинским изборима који су одржани за Кадићевог живота (2006, 2009, 2012), а то су по први пут учиниле тек након његове смрти, наступивши заједнички у оквиру коалиције Демократски фронт на скупштинским изборима који су у Црној Гори одржани 2016. године.